# Meelste
Koordinaten: 59° 3′ N, 22° 35′ O
Meelste ist ein Dorf (estnisch küla) in der Landgemeinde Hiiumaa (2013 bis 2017: Landgemeinde Hiiu, davor Landgemeinde Kõrgessaare) auf der zweitgrößten estnischen Insel Hiiumaa (deutsch Dagö).

## Beschreibung und Geschichte
Meelste (deutsch Meelete) hat zwei Einwohner (Stand 31. Dezember 2011). Das Dorf wurde erstmals 1525 unter dem Namen Melis urkundlich erwähnt.
Der Ort liegt auf der Halbinsel Tahkuna (Tahkuna poolsaar) direkt an der Ostsee. Er hat der Bucht von Meelste (Meelste laht) ihren Namen gegeben. Südlich des Dorfes mündet der Bach Meelste (Meelste oja) ins Meer.
Die Inselhauptstadt Kärdla (Kertel) ist elf Kilometer entfernt. In den Sommermonaten ist Meelste beliebtes Ausflugsziel für Badegäste.